# المعهد التقني كربلاء
المعهد التقني في كربلاء معهد تقني تأسس في كربلاء عام 1988 م في العراق، متضمنا قسم الميكانيك وقسم المحاسبة عند التأسيس وباشر الطلبة بالدراسة في العام الدراسي 1988 – 1989 م حيث بلغ عدد الطلبة في ذلك العام (450 طالب وطالبة) في قسم الميكانيك و(218 طالب وطالبة) في قسم المحاسبة، بعدها شهد المعهد توسعا ملحوظا على جميع المستويات سواء من حيث أعداد الطلبة المقبولين أو من حيث عدد الأقسام.

## الشهادة الممنوحة ومدة الدراسة
مدة الدراسة في المعهد سنتان دراسيتان ويُمنح المتخرج من المعهد شهادة الدبلوم التقني في حقل الاختصاص الذي يدرس فيه الطالب.

## اهداف المعهد
يهدف المعهد إلى إعداد ملاكات تقنية في الاختصاصات التكنلوجية والإدارية والطبية مؤهلة لتكون كوادر وسطية في مختلف القطاعات عن طريق تقديم تعليم تقني يجعل المستهدف أكثر تميزا وكفاءة كما ونوعا من اجل مواكبة التطورات العلمية والتقنية.

## موقع المعهد
يقع المعهد في ناحية الجدول الغربي شرق محافظة كربلاء ويبعد عنها (13 كم) على الطريق الواصلة بين محافظتي كربلاء وبابل.

## الأقسام
يضم المعهد مجموعة من التخصصات التكنلوجية والادارية والطبية والتي تضم بدورها اقسام علمية وكما يلي

### الأقسام التكنلوجية
- قسم التقنيات الميكانيكية: فرع الإنتاج، وقد تأسس سنة 1988م ويضم حاليا (133) طالبا وطالبة.[1]
- قسم التقنيات الكهربائية: فرع القوى، وقد تأسس عام 1989م وكان عدد الطلبة في حينها (118) في حين بلغ عدد طلبته ألان (210) طالبا وطالبة.[2]
- قسم التقنيات المدنية: فرع البناء والانشاءات، وقد تأسس عام 2010م ويضم حاليا (81) طالبا وطالبة.[3]

### الأقسام الإدارية
- قسم تقنبات المحاسبة: وقد تأسس عام 1988م ويضم حاليا (246) طالبا وطالبة.[4]
- قسم تقنبات إدارة المكتب: وقد تأسس عام 1996م وكان عدد الطلبة في حينها (35) ويضم حاليا (219) طالبا وطالبة.[5]
- قسم نقنبات أنظمة الحاسوب: وقد تأسس عام 1999م وكان عدد الطلبة في حينها (38) ويضم الآن (138) طالب وطالبة.[6]
- قسم تقنيات السياحة: فرع الإرشاد وفرع إدارة الفنادق، وقد تأسس عام 2010م وكان عدد الطلبة في حينها (35) ويضم الآن (186) طالب وطالبة.[7]

#### الاقسام الطبية
- قسم تقنيات صحة المجتمع: وقد تأسس عام 1994م ويضم حاليآ (201) طالبا وطالبة.[8]
- قسم تقنيات صحة المجتمع /الدراسة المسائية: وقد تأسس عام 2015م وكان عدد الطلبة في حينها (35) ويضم حاليآ (346) طالبا وطالبة.[9]

## التعليم الحكومي الخاص الصباحي
جاء التعليم الحكومي الخاص الصباحي ليلبّي حاجة الطلبة ممن لم تتِح لهم معدّلاتهم فرصة الالتحاق بالبرنامج الصباحي، وبحسب ضوابط دليل اجراءات شؤون الطلبة وضوابط القبول وشروطه المقر من قبل وزارة التعليم العالي والبحث العلمي في كل عام دراسي.
التعليم الحكومي الخاص الصباحي هو تعليم يوازي التعليم التقليدي في الجامعات والمعاهد الحكومية حيث يتم منح الطلبة الخريجين منه شهادة الدبلوم أو البكالوريوس أو الماجستير والدكتوراه أو ما يوازيهما - من الجامعة الحكومية التي انتسب لها للدراسة (من خلال التعليم الحكومي الخاص الصباحي) وذلك بعد دراسته لنفس مقررات التعليم التقليدي وبنفس التقنية.
ويختلف التعليم الحكومي الخاص الصباحي عن التعليم التقليدي في كونه ليس مجاني، ويتطلب من الطالب المسجل فيه تسديد رسوم دراسية، حيث يقوم بدفع رسوم للتسجيل في أحد التخصصات الذي اختاره للجامعة أو المعهد والتي تنفذ نفس البرنامج الدراسي من خلال التعليم التقليدي بشكل مجاني.

## الخدمات
1. يقدم نفس مستوى التعليم الذي يتم تقديمه في برنامج التعليم التقليدي (المجاني).
2. يُسهم في حل مشكلة عدم إتاحة شواغر كافية تتناسب مع أعداد الطلبة الخريجين من المرحلة الثانوية والذين يرغبون بالتسجيل في تخصصات بعينها ولا يتاح لهم ذلك بسبب معدلاتهم وخطة القبول المعدة لذلك العام الدراسي من قبل الكلية أو المعهد.
3. زيادة نسبة استيعاب الطلبة في الجامعة أو المعاهد.
4. يتيح لكثيرين من الطلبة فرصة دراسة التخصصات المطلوبة في سوق العمل بدلًا اضطرارهم للسفر للخارج ودراسة هذه التخصصات وتحمل الرسوم الباهظة التي ترهقهم ماديًا.